# 지젤
《지젤》(프랑스어: Giselle) 또는 《지젤 또는 윌리들》(Giselle ou les Wilis)은 아돌프 아당(Adolphe Charles Adam)의 음악과, 테오필 코티에(Théophile Gautier)와 쥘-앙리 베르누아 드 생 조르주(Jules-Henri Vernoy de Saint-Georges)의 공동 각본, 장 코랄리와 쥘 페로의 공동 안무로 창작된 발레 작품이다. 1841년 6월 28일에 파리 오페라 극장에서 초연된 이후로 낭만 발레의 대명사로 일컬어진다.
이 발레의 기원은 당대 최고 발레리나의 한 사람으로 꼽혔던 카를로타 그리지(Carlotta Grisi)를 향한 고띠에의 찬미에서 출발하였다. 그리지의 춤을 보고 그녀를 숭배하게 된 고띠에는 그녀를 위하여 새로운 역할을 구상하던 중,  하인리히 하이네(Heinrich Heine)가 쓴 한 싯구에서 윌리(Wili)라는 처녀 귀신들의 이야기를 읽고 영감을 받게 된다. 그는 베르누아 생-조르주와 협동하여 이 독일 전설을 주제로 한 발레 각본을 구상하였다. 초연시의 지젤 역은 당연히 그리지에게 돌아갔으며, 안무는 공식적으로는 코랄리가 담당하기로 하였으나, 그리지가 자신의 연인이었던 뻬로를 강력하게 추천함으로써, 이 작품 내에서 그녀가 추는 모든 독무는 뻬로가 안무하게 되었다.
초연은 대성공이었으며, 그리지는 마리 탈리오니(Marie Taglioni)의 강력한 적수로 떠올랐고, 《지젤》은 유럽 각국의 발레단에 수출이 되었으나, 정작 파리에서는 곧 인기를 잃었다. 사실 《지젤》이 오늘날까지 전해질 수 있었던 것은 러시아의 황실 발레단에서 이 작품을 원형에 가깝게 보존한 덕이다. 그리하여 《지젤》은 파리를 비롯한 서유럽에 1910년 디아길레프에 의해 재수입되었다.
이후 지젤의 역할은 모든 여성 무용가들이 꿈꾸는 역할이 되었고, 어느 정도의 기량과 경력을 쌓은 발레리나라면 반드시 거쳐가야만 하는 관문이 되었다. 비록 고전 시대의 발레만큼 화려하고 어려운 기교를 요구하지는 않지만, 1막과 2막에서 매우 대조적인 인물인 지젤은 무용 기교 이상의, 즉 다양한 감성을 표현할 줄 아는 배우로서의 능력을 가늠할 수 있게 하기 때문이다.

## 줄거리

### 배경 이야기
유럽의 문학 속에서 무도회의 장면을 흔하게 볼 수 있다. 춤은 음악과 함께 그녀들의 일상 생활의 일부가 되어 있기 때문이다. 침식을 잊고 춤으로 밤을 새우는 광경도 눈에 띈다. 중세 독일에서 전해지는 옛 전설에 의하면 춤을 좋아하는 아가씨가 결혼 전에 죽으면 '윌리'라는 춤의 요정이 되어 밤마다 무덤에서 빠져나와 젊은이를 유혹하여 죽을 때까지 미친 듯이 춤추게 한다고 한다. 낭만 발레의 명작으로서 현재도 무대에 올려지는 '지젤'은 이 전설을 바탕으로 이야기가 구성되어 있다.

### 줄거리

#### 1막
이야기의 무대는 라인 강변의 울창한 숲으로 둘러싸인 마을로, 젊은 귀족 알베르(Albert)는 신분을 숨기고 이 마을의 일원인 것처럼 살고 있다. 그는 춤추는 것을 너무나 좋아하는 활발하고 명랑한 마을 아가씨 지젤과 사랑하는 사이가 된다. 그런 두 사람을 보고 마음이 불안해진 사람은 어려서부터 지젤을 짝사랑했던 마을 청년 일라리옹(Hilarion)으로, 그는 알베르의 정체를 알아내어 그것을 모두에게 알린다. 게다가 마침 사냥을 나온 귀족 일행이 마을에 도착하고, 그 중에는 알베르의 공식 약혼녀인 바틸드(Bathilde) 공주가 있었다. 신분의 차이와 알베르의 거짓말을 깨달은 지젤은 너무나 충격을 받아 정신을 잃을 지경에 이르고, 알베르의 칼로 자기의 가슴을 찔러 자살하려 하지만 일라리옹이 만류한다. 그러나 심장이 원래 약했던 지젤은 결국 너무큰 충격으로 심장마비로 죽는다. 알베르와 마을 주민들이 모두 비통에 잠긴 가운데에 막이 내린다.

#### 2막
마을 주변의 숲 속, 밤. 죽은 지젤은 전설처럼 윌리가 되었다. 윌리들의 여왕 미르타(Myrtha)가 빌리들을 불러 내어 새 일원인 지젤을 맞이할 의식을 치르고 있다. 이때 일라리옹이 지젤의 무덤을 찾아왔다가 윌리들에게 잡혀 호수에 빠져 죽임을 당한다. 알베르 역시 지젤의 무덤에 사죄하러 찾아오나 곧 윌리들의 눈에 띈다. 미르타는 지젤에게 알베르를 유혹하여 그가 지쳐 죽을 때까지 함께 춤을 추라고 명령한다. 사후에도 알베르를 계속 사랑하고 있는 지젤은 그를 보호하려 노력하나 미르타와 다른 윌리들의 태도는 냉철하기만 하다. 결국 알베르는 한없이 가벼운 영혼이 된 지젤을 상대로 지치도록 춤을 추어 기진맥진한 상태에 이르게 되나, 새벽 네 시를 알리는 종소리가 멀리서 들려온다. 빌리들이 사라질 시간이 된 것이다. 지젤 역시 자신의 무덤 속으로 빨려 들어가며 알베르에게 영원한 이별을 고한다. 비록 살아남기는 했지만 알베르는 한없는 고독 속에서 절망한다.

## 평가
그때까지 발레 음악이라는 것은 이야기의 진행이나 등장 인물의 성격과는 그다지 관련이 없는 작은 무곡을 모은 것으로, 말하자면 단순한 리듬 음악이었다. 그런데 아당은 이 발레에 등장하는 지젤이나 알베르, 일라리옹 등의 사람들을 나타내는 데 정해진 선율을 사용하고 그것을 이야기의 진행에 따라 변화시켜 가는 바그너가 그 악극 중에서 사용하고 있는 수법을 크게 활용하고 전체에 통합된 음악을 이 발레를 위해서 작곡했던 것이었다.
이렇게 해서 아당이 던진 한 개의 돌은 근대 발레 음악의 길을 개척하고 차이콥스키 등에 의해서 더욱 높은 경지로까지 고양되었던 것이다. 아당의 이름은 주로 이 한 개의 작품으로만 알려지고 있는데(실제로는 상당히 많은 작품을 작곡했다), 한창 일을 할 나이인 38세에 쓰였던 이 음악은 언제까지나 사람들의 마음을 끌어당길 것이다.
- 클래식명곡이야기 (아름출판사, 서울, 1993.3.25)

## 재해석판
꼬랄리와 뻬로의 원판 《지젤》이 여전히 세계 각국에서 자주 공연되는 한편, 현대 안무가들에 의한 새로운 해석판이 나오기도 했다. 그 중 독특한 작품 하나는 1984년 발표된 아서 미첼(Arthur Mitchell)의 《지젤》(또는 《크레올 지젤》, Creole Giselle)로, 음악과 안무 자체는 변함이 없는 데 비해서, 무대는 1850년대 미국 루이지애너의 흑인 농가로 옮겨졌다. 댄스 시어터 오브 할렘(Dance Theatre of Harlem)에 의해 공연된 이 《지젤》에서는 모든 무용가들이 흑인이다. 
이보다 더 획기적인 해석을 제안한 사람은 스웨덴의 안무가 마츠 에크(Matz Ek)로서 그는 배경과 안무를 모두 새로 고안했으며, 음악 마저도 약간 변화시켰다. 1982년 발표된 엑의 안무에서 지젤은 한 열대의 섬에서 사는 정신이 모자란 소녀로서, 동네 사람들의 놀림과 알베르의 농간 끝에 정신병자가 된다. 전통 안무판에서와는 달리 여기서 지젤은 죽어서 처녀 귀신이 되는 대신, 정신병원에 수용되고, 흰 환자복을 입은 정신병자들이 빌리의 역할을 대신한다. 미르타는 차갑고 무서운 수간호사가 되었다. 이 작품에서는 특히 남자주인공의 복합적인 심리 상태에 많은 비중이 주어졌다. 미첼의 지젤이 비록 발표시에 좋은 평가를 받았음에도 불가하고 더 이상 큰 호응을 얻지 못하는 데 비해서(특히 미국 외 지역에서), 엑의 지젤은 여전히 곧잘 공연되며 호평을 받고 있다.

## 참고 문헌
- BALANCHINE, George & MASON, Francis, Balanchine's Festival of Ballet, London, 1984.
- ROBERTSON, Allen & HUTERA, Donald, The Dance Handbook, Harlow, 1988.
- Programme de l'Opéra National de Paris, "Giselle - Mats Ek", saison 1995-1996.